# Alfombras de Transilvania

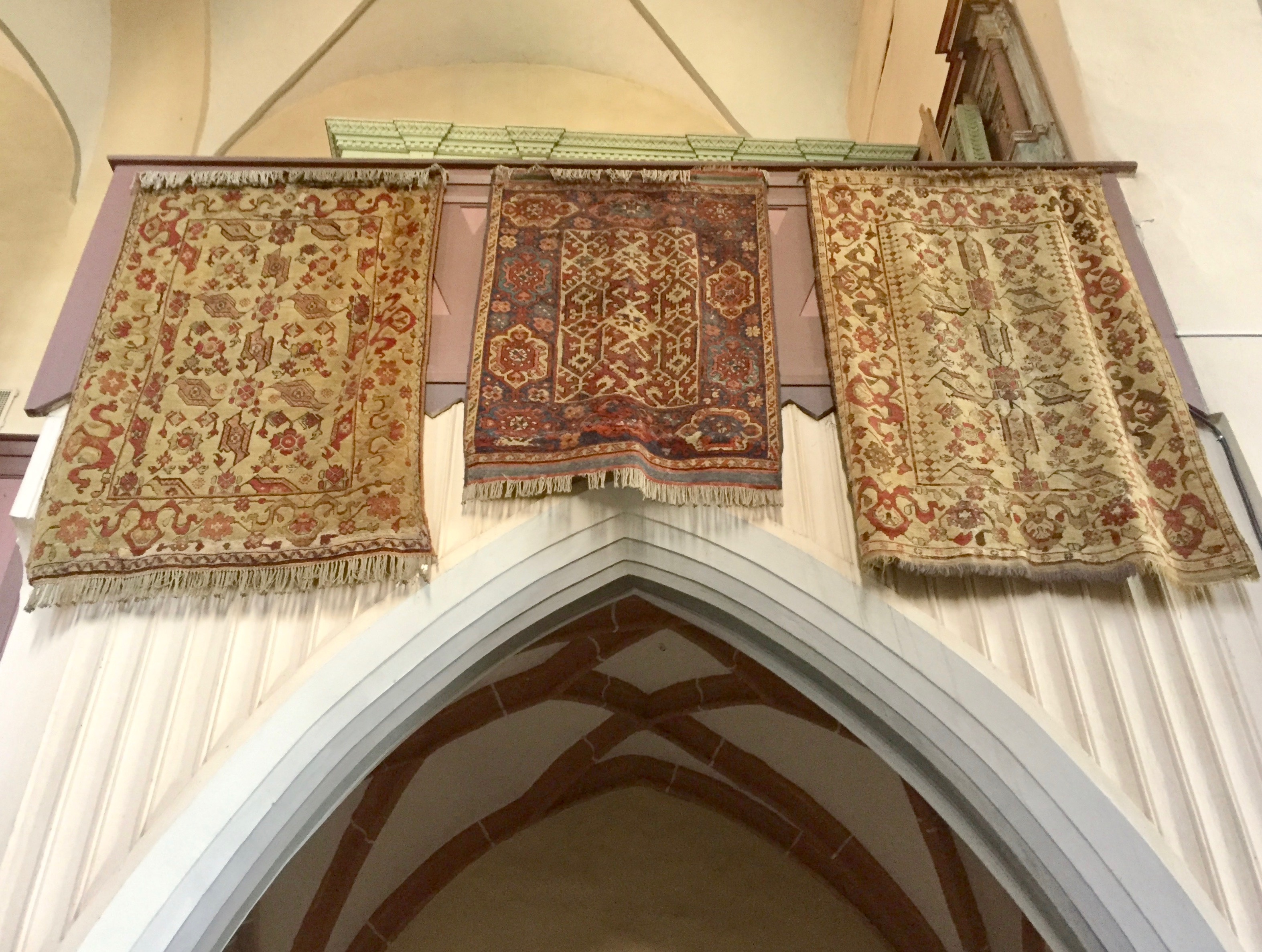
Alfombras de la iglesia del Monasterio de Sighișoara.

El término alfombras de Transilvania (en rumano: Covoare transilvănene, en alemán: Siebenbürger Teppiche) es usado para designar al patrimonio cultural de alfombras islámicas de entre los siglos XV y XVII, principalmente de origen otomano, que han sido preservadas en las iglesias protestantes transilvanas, (en unas cincuenta húngaras y en unas sesenta sajonas). Constituye una de las mayores colecciones de alfombras anatolias otomanas fuera del mundo islámico, con un total de más de seiscientas alfombras.

## Antecedentes

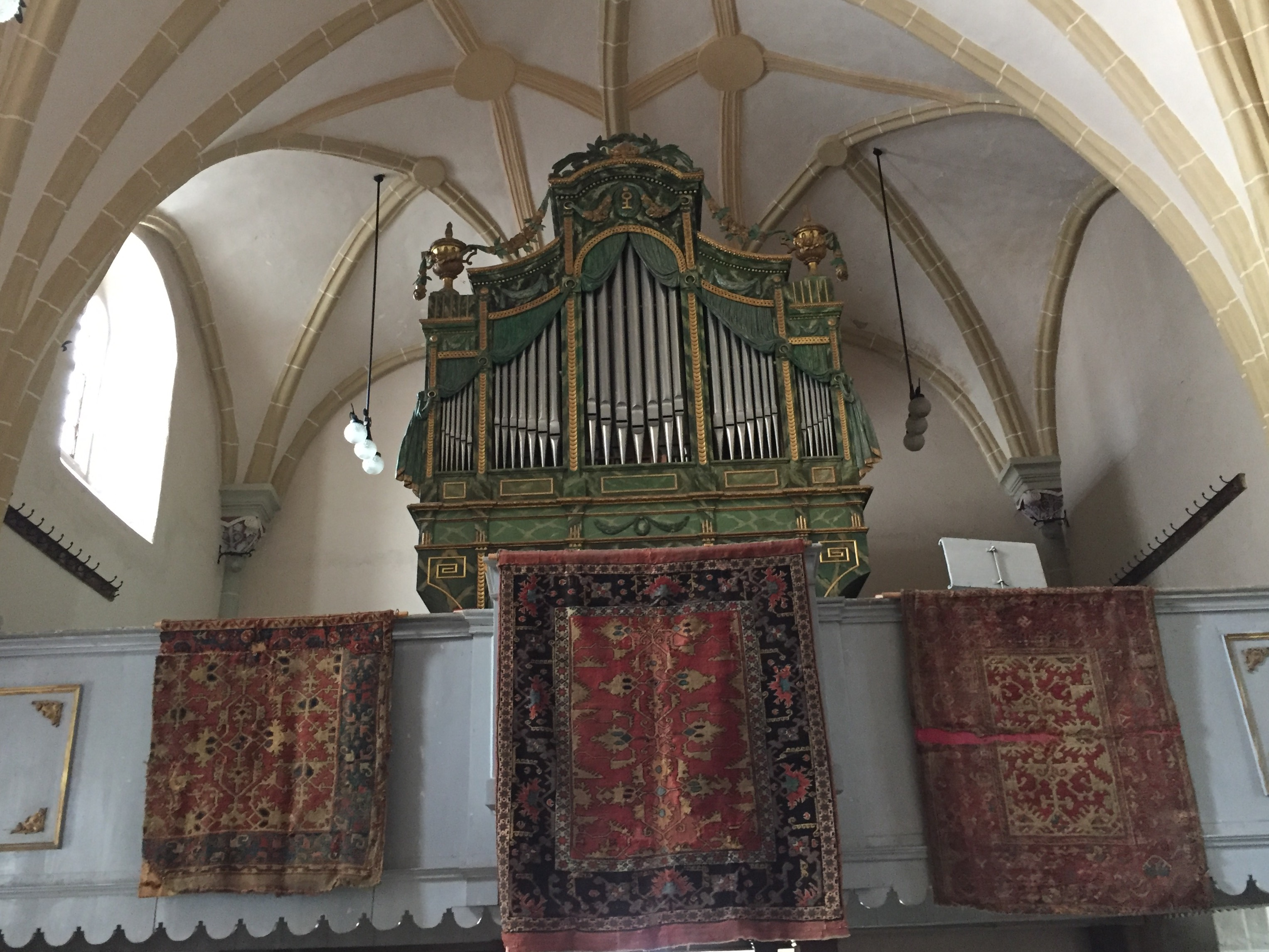
Alfombras de la iglesia fortificada de Hărman.

Las razones por las que se han acumulado las alfombras de Transilvania en la región, que no se han conservado en tales cantidades en ningún lugar fuera de Anatolia, son principalmente tres.
En primer lugar, la  ubicación geográfica de Transilvania, entre el reino de Hungría (luego monarquía de los Habsburgo), y el imperio otomano colocaba convenientemente a las ciudades de Transilvania como Brașov (Kronstadt), Sibiu (Hermannstadt), Bistrița (Bistritz) y Mediaș (Mediasch) en una importante ruta comercial que iba de sur a norte a través de Damasco, Bursa, Akkerman a Lviv y luego hacia el oeste se bifurcaba a Transilvania.
En segundo lugar, desde la década de 1520, aumentó significativamente el comercio entre Europa occidental y el Levante mediterráneo y el imperio otomano a través del mar Negro. Ya en el siglo XIV, las ciudades de Transilvania tenían privilegios fiscales y comerciales, como derechos de aduana y de emporio. Las alfombras urdidas llegaron a las ciudades comerciales de Transilvania en grandes cantidades como artículos de lujo fácilmente transportables y de alto valor.
Las alfrombras de las iglesias de Transilvania serían solo redescubiertas a finales del siglo XIX a iniciativa del historiador del arte vienés Alois Riegl. El hecho de que las alfombras tenían un considerable valor material solo fue evidente para las comunidades cuando comerciantes extranjeros trataron de comprarlas. Como muestran numerosas pinturas renacentistas, los tapices orientales se usaban como ornamento de las iglesias europeas occidentales desde el siglo XIII. Particularmente en Italia, estos tapices serían retirados de las iglesias solo a partir de la segunda mitad del siglo XIX. Historiadores del arte como Wilhelm von Bode adquirieron estas importantes piezas muy por debajo de su valor real. Los tapices de Transilvania fueron simplemente olvidados hasta que su valor material e histórico artístico fue reconocido.

## Tipos
Las alfombras conservadas en Transilvania tienen patrones clásicos de Anatolia como Holbein, Lotto y las llamadas alfombras de fondo blanco o Selendi. El término alfombras de Transilvania describe específicamente tres tipos diferentes de alfombras. 

### Alfombras de nudo simple
El primer tipo, las alfombras de nudo simple, típico patrón en las alfombras de oración, en su mayoría de color ocre, ocasionalmente en fondo rojo, con refuerzos blancos de bandas curvilíneas en forma de onda que lleva varias flores y botones florales, y bordes de color amarillo ocre con patrones curvilíneos. Por lo general, el campo está vacío, sin adornos adicionales, a excepción de pequeños adornos florales cerca del borde o la figura de una lámpara de mezquita en su parte superior. La parte superior de la alfombra tiene tipos de patrones que también se conocen de las alfombras de oración otomanas en Anatolia: el patrón de "cabeza y hombros" con énfasis en el punto más alto del arco o con contornos dentados o escalonados. La similitud de las muestras con ejemplos anatolios permite asignarlas a ciertos lugares de fabricación como Melas o Gördes. El patrón es similar a las alfombras de oración de las fábricas de la corte otomana de la segunda mitad del siglo XVII. Una alfombra de este tipo se muestra en el cuadro Retrato de una familia de músicos de 1663 de Pieter de Hooch.
Un pequeño grupo de alfombras con diseños de alfombras de oración es notablemente similar al tipo de nudo doble con motivo de jarrón, excepto porque solo tiene un nudo. La decoración del campo, el perfil del nudo y el diseño del patrón de los refuerzos y los bordes lo distinguen de otras alfombras conservadas con patrones de alfombra de oración.

### Alfombras de nudo doble

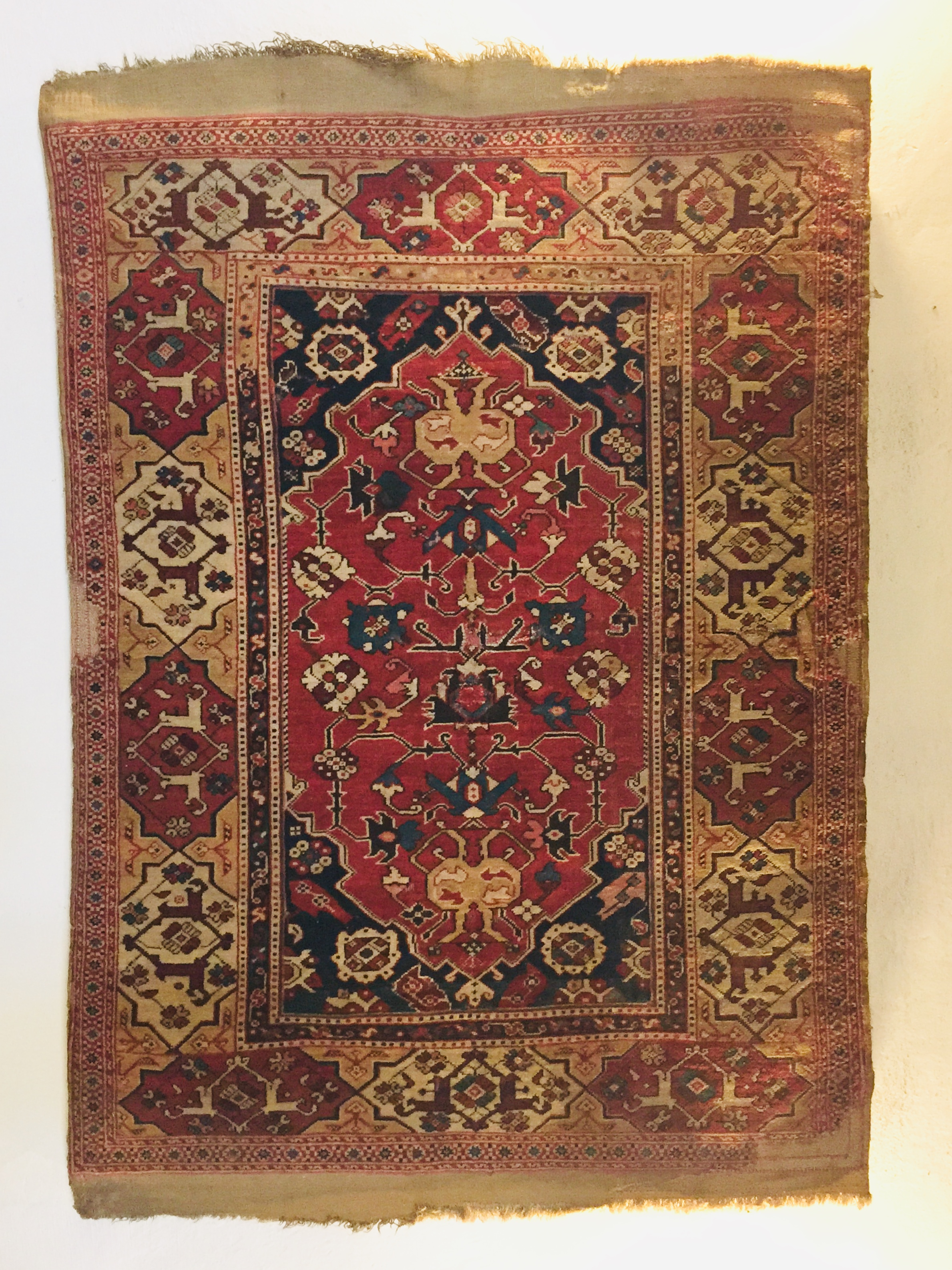
Alfombra de nudo doble de una iglesia del distrito de Brașov.

En Transilvania se han conservado unas cien alfombras con nudo doble, que por lo general son de tamaño reducido. Sus bordes están diseñados con cartelas alargadas y angulares que encierran motivos vegetales estilizados alternados. En ocasiones se alternan cartuchos o rosetas en forma de estrella más cortos junto con cartuchos alargados. Las alfombras con este tipo de bordes aparecieron por primera vez en las pinturas holandesas a principios del siglo XVII. El retrato de Abraham Graphaeus de Cornelis de Vos (1620), el Retrato de un hombre (1626) y el Retrato de Constantijn Huyghens y su secretario (1627), de Thomas de Keyser, se encuentran entre las pinturas más antiguas de Europa occidental que representan alfombras con nudo doble. Estas alfombras se mencionan por primera vez en documentos transilvanos alrededor de 1620. Las alfombras más antiguas que se conservan, datadas por inscripciones, se elaboraron entre los años 1661 y 1675.
Entre las alfombras de nudo doble, algunas tienen una forma de nicho o arco en ambos extremos, compuesto por dos medallones de esquina separados. Estos están decorados con arabescos entrelazados, que se parecen al diseño de los patrones de las alfombras de Uşak con nudo doble, solo que su patrón se ve un poco más rígido. Sin embargo, la mayoría de las alfombras de nudo doble de Transilvania se caracterizan porque las piezas de las esquinas son más estilizadas, y pueden verse más como refuerzos de un nudo, ya que los dos adornos de las esquinas parecen estar fusionados entre sí. A menudo se anuda una roseta más grande en el centro de este refuerzo, el espacio restante se llena con adornos bastante toscos. Su campo muestra a veces dos pares de jarrones con motivos ondulados en colores en contraste. Su campo está decorado con pequeños adornos florales, finos y curvilíneos en piezas más antiguas, pero en ejemplos posteriores son más rígidos. Los patrones siempre están dispuestos simétricamente alrededor del eje vertical. Las alfombras de nicho doble de Transilvania con un medallón central son muy similares a alfombras con medallones de Uşak. En otras alfombras, probablemente más recientes, el patrón de campo se condensa en medallones con forma de diamante dispuestos concéntricamente y filas de flores de ocho pétalos que se unen por tallos con hojas curvas. Los medallones centrales de este tipo suelen tener un elemento central cruciforme. El color básico del campo es amarillo, rojo o azul oscuro.
La observación de que los patrones de las esquinas aparecen en dos formas diferentes no significa necesariamente que un tipo deba haberse desarrollado a partir del otro. Se discute que el patrón de nudo doble podría haber surgido del patrón de nudo simple a través de una reflexión simétrica a lo largo del eje horizontal central, pues en algunas alfombras de nudo doble, como en una alfombra de mediados del siglo XVII de la colección de la Iglesia Negra (inv. 257), un nudo está más ricamente ejecutado y ornamentado que el otro. La parte superior está acentuada por un patrón de "cabeza y hombros" que no tiene equivalente en el nudo opuesto. En algunos ejemplos, el patrón direccional se enfatiza insertando un panel transversal.

Cornelis de Vos - Retrato de Abraham Grapheus, circa 1620, Museo Real de Bellas Artes de Amberes.
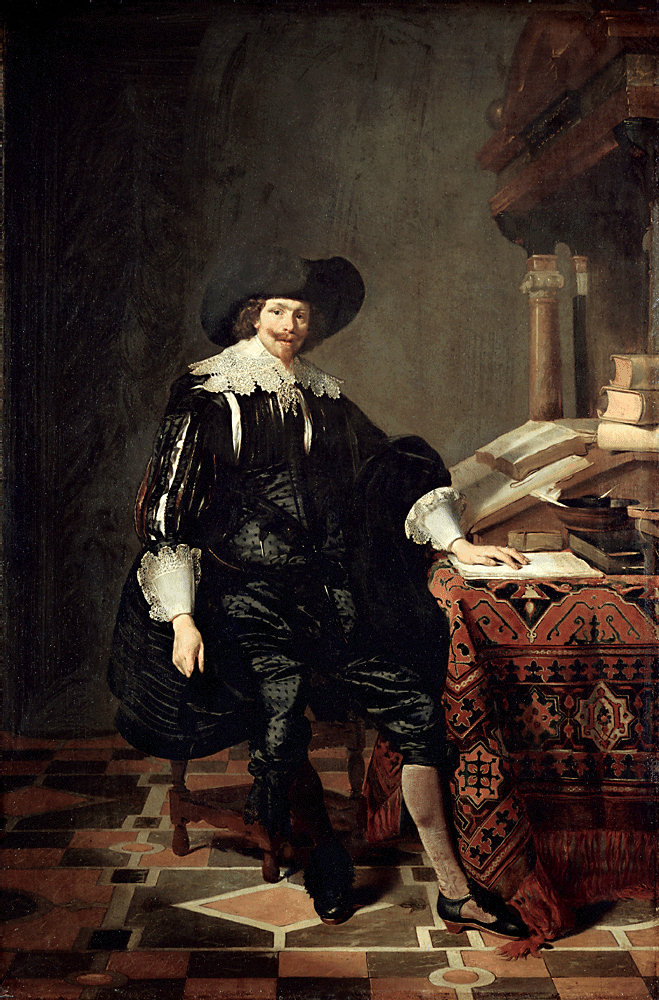
Thomas de Keyser - Retrato de un hombre, 1626, Louvre.
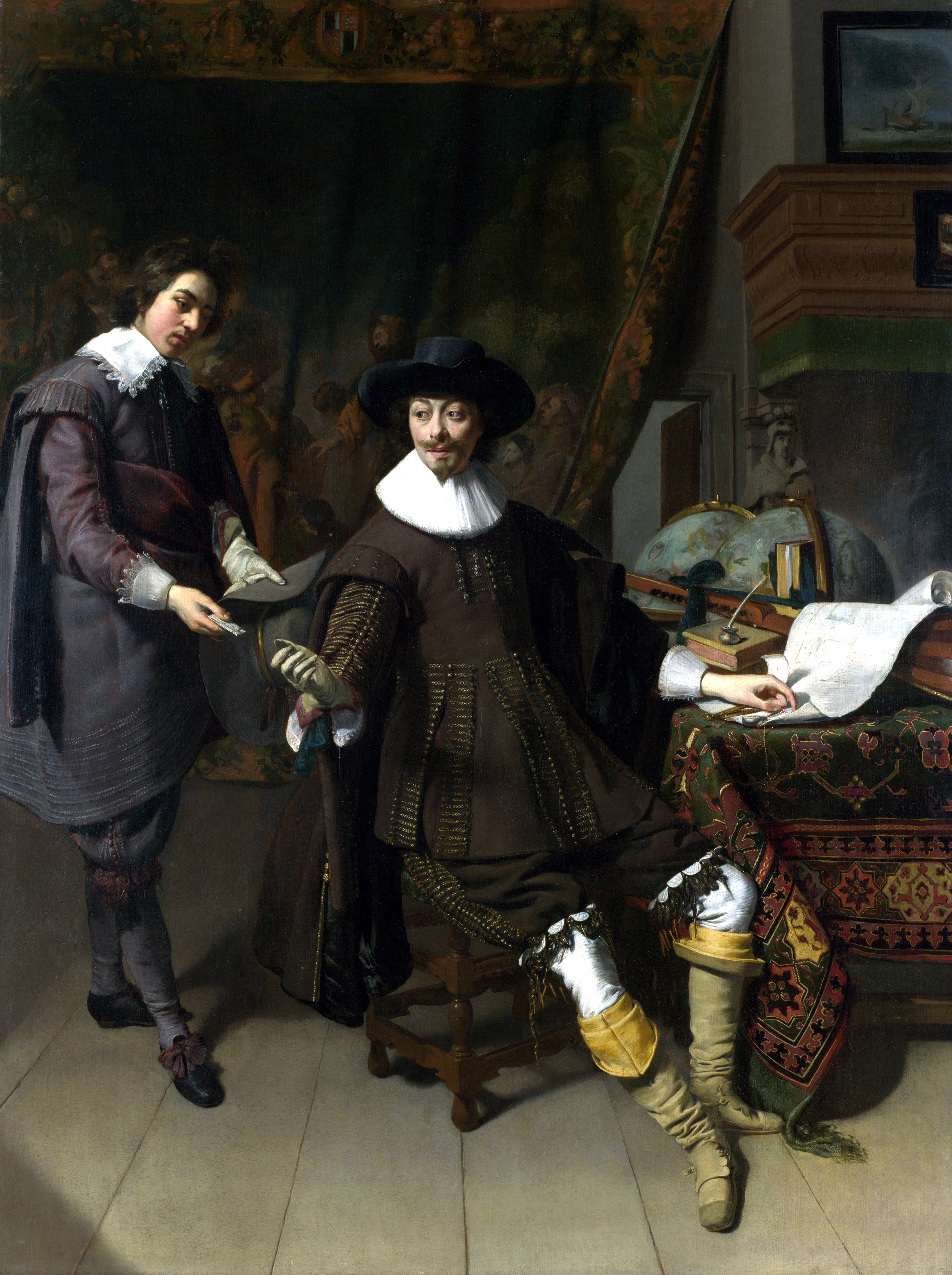
Thomas de Keyser - Retrato de Constantijn Huygens y su secretario, 1627, National Gallery.

### Alfombras de nudo triple o de columna

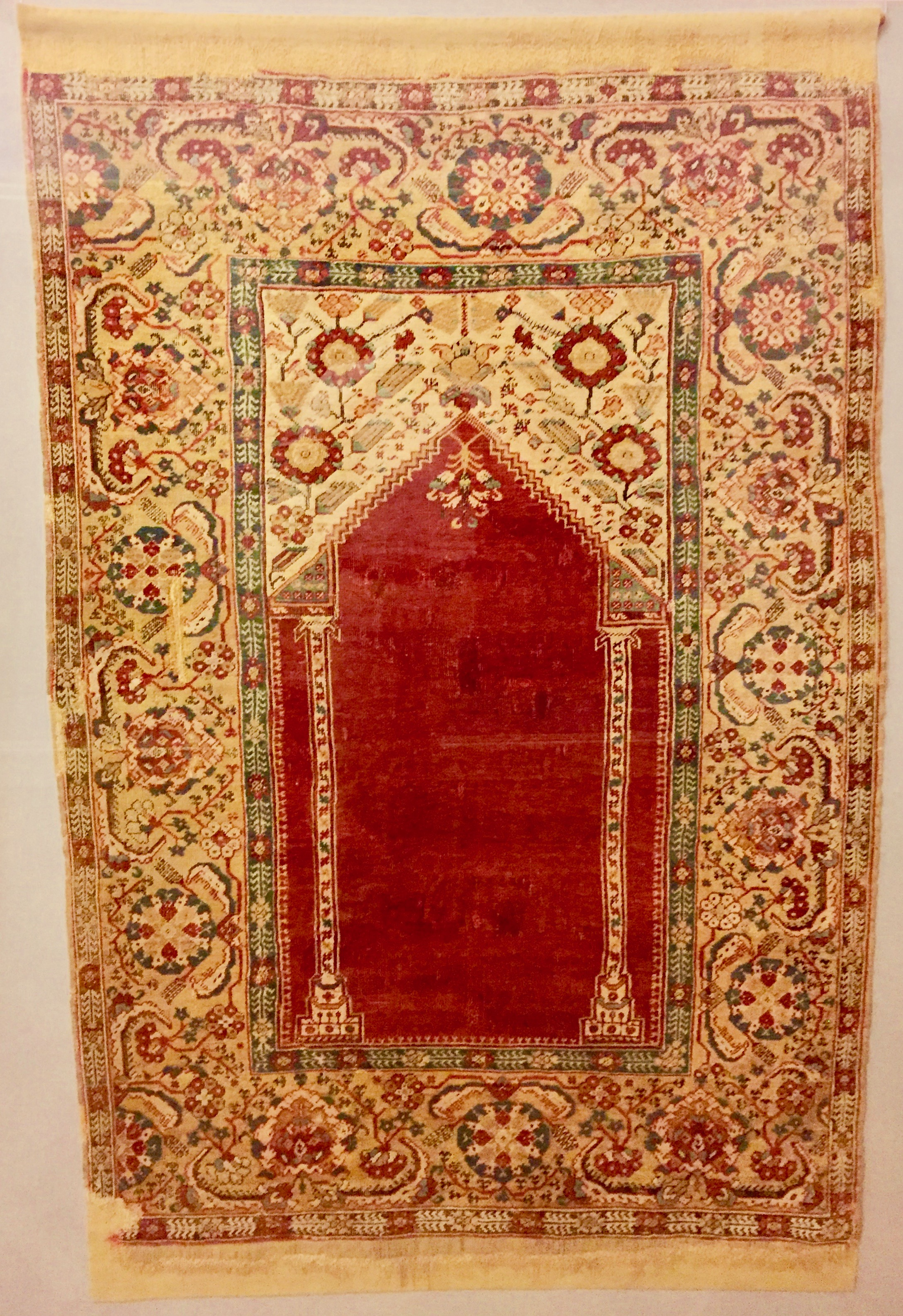
Alfombra con dos columnas. Museo Nacional Brukenthal.

El tercer tipo, de columna o de nudo triple, se caracteriza por motivos en forma de columna que llevan un elemento arquitectónico, generalmente uno o más arcos. En ejemplos más recientes, los patrones arquitectónicos pasan por un proceso de estilización y toman la forma de elementos decorativos como cintas florales o adornos enrollados. Este proceso puede demostrarse claramente en el desarrollo de los patrones de las alfombras de las fábricas de la corte otomana, que experimentaron un desarrollo comparable en el curso de la adopción del repertorio de patrones de las alfombras rurales o nómadas. Este tipo de alfombras, en Transilvania, son similares a las de los centros de anudado de Anatolia como Gördes, Kula, Lâdik y Karapinar. Los refuerzos arqueados de las alfombras de columnas con un solo nudo que constan de un solo arco a menudo están decorados con diseños florales con tallos sobre un fondo de color marfil. El arco en sí es redondo o dentado. También se conocen piezas con más de dos columnas. Por lo general, los plintos se dibujan cuidadosamente. El campo se realiza en rojo u ocre y los bordes tienen diseños florales.

## Contexto histórico y cultural
La herencia cultural de las alfombras de Transilvania debe su existencia a una variedad de factores geográficos, económicos y políticos particulares. En primer lugar, cabe destacar la posición política del principado de Transilvania, vasallo de Hungría, entre los poderes políticos dominantes de la época, la monarquía de Hungría (luego Habsburgo), cristiana, y el imperio otomano, musulmán. Otro de los factores es la situación geográfica de la zona, ubicada en una importante ruta comercial entre Oriente y Occidente. También fue un factor el hecho de que su valor histórico y material artístico era desconocido en el momento en que se retiraron y vendieron las alfombras antiguas de las iglesias de Europa occidental.
Debido a su posición geográfica, Transilvania fue un importante centro comercial entre Oriente y Occidente durante los siglos XV y XVII. Las alfombras, fabricadas en Anatolia formaban parte de la mercancía y se comercializaban en grandes cantidades. Las alfombras de Anatolia también fueron apreciadas como objetos de gran valor y prestigio, y coleccionadas como tales por municipios de Transilvania y personas individuales. Las inscripciones en las alfombras y los registros de la iglesia demuestran que las alfombras fueron donadas como decoraciones para las paredes y los bancos de las iglesias protestantes. Al conservarse en las iglesias, las alfombras se protegieron del desgaste y los vaivenes de la historia, y a menudo han llegado en excelentes condiciones a la actualidad.

### Comercio de larga distancia con el imperio Otomano

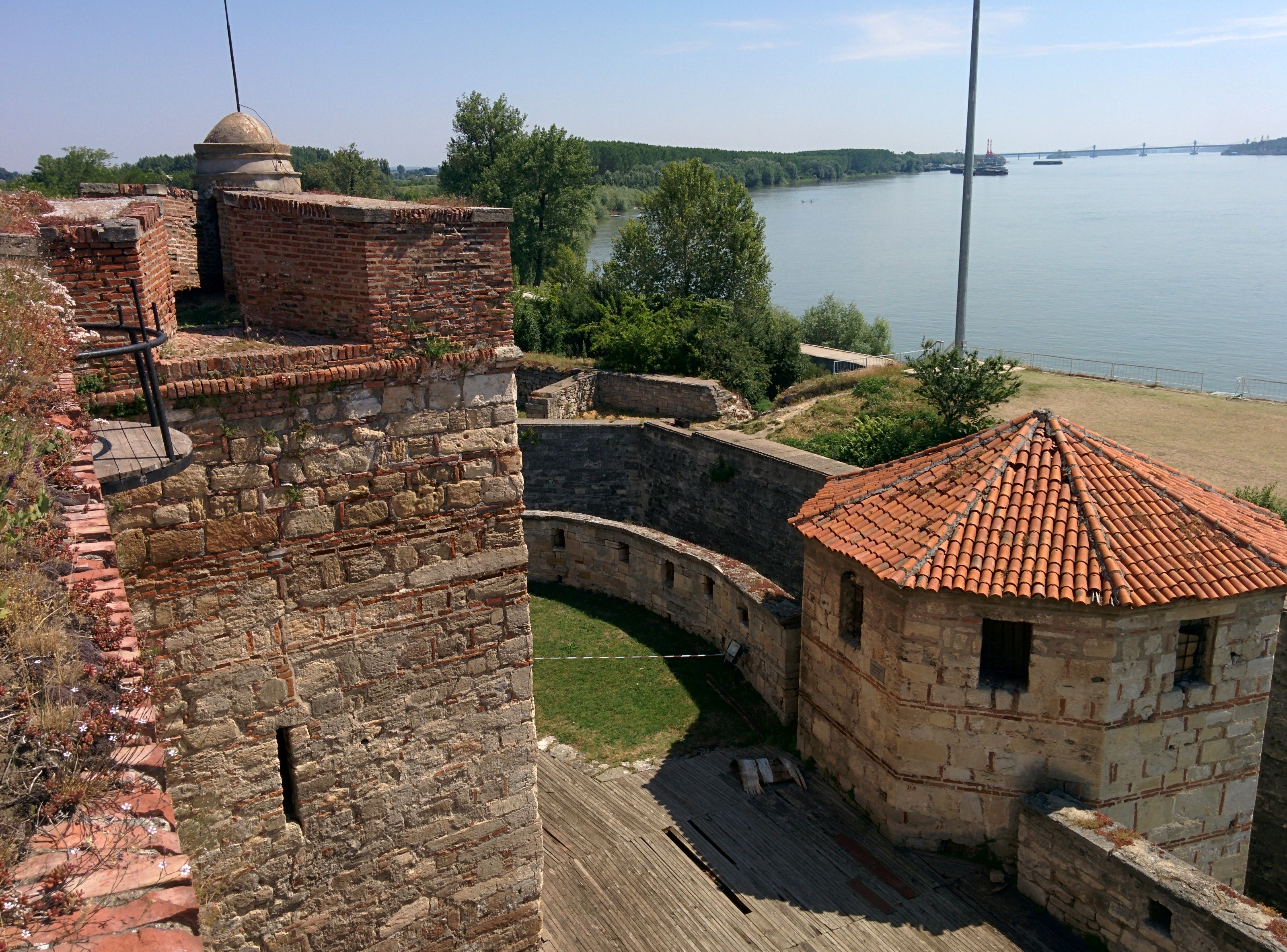
El Danubio visto desde la Baba Vida, Vidin.

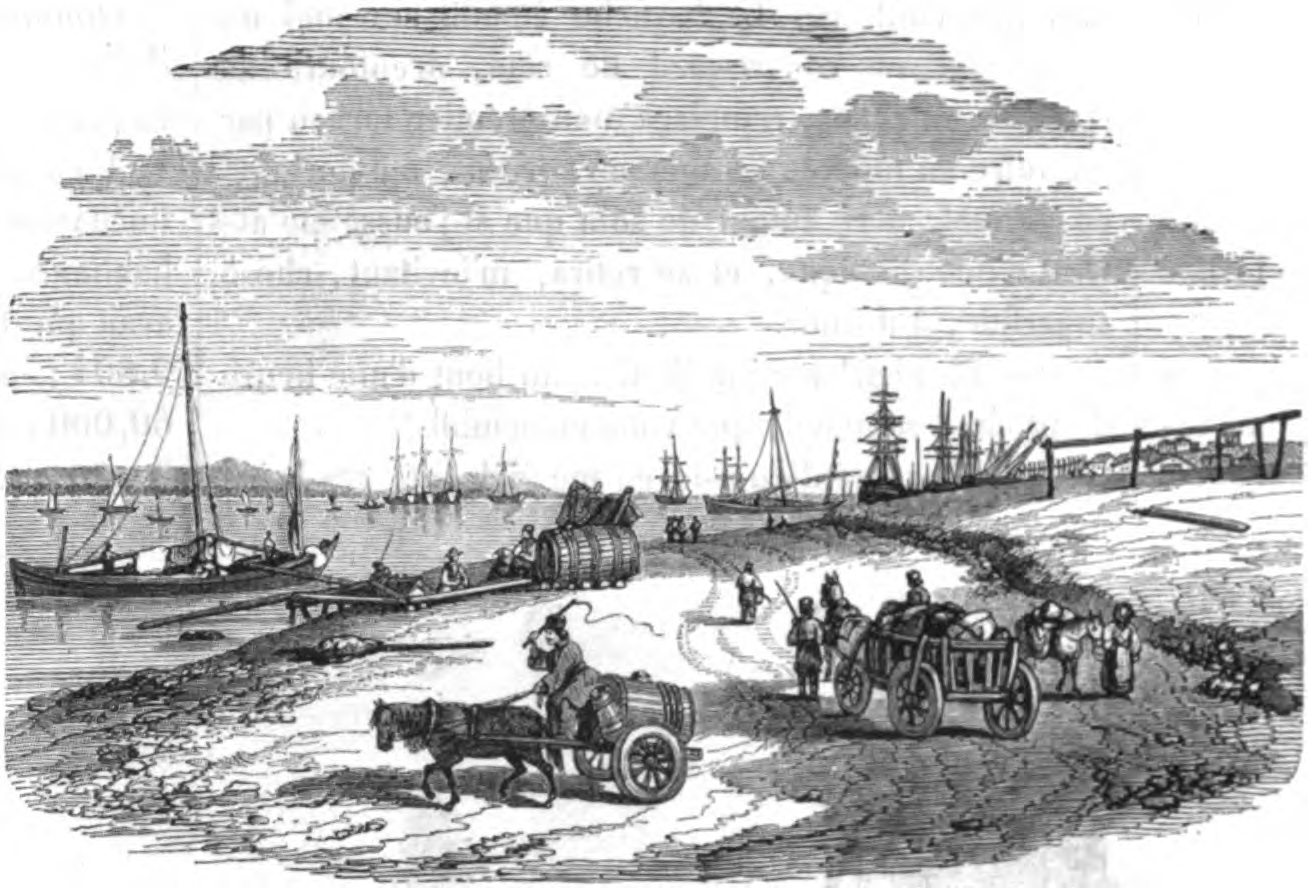
Michel Bouquet, Puerto de Brăila en la década de 1840.

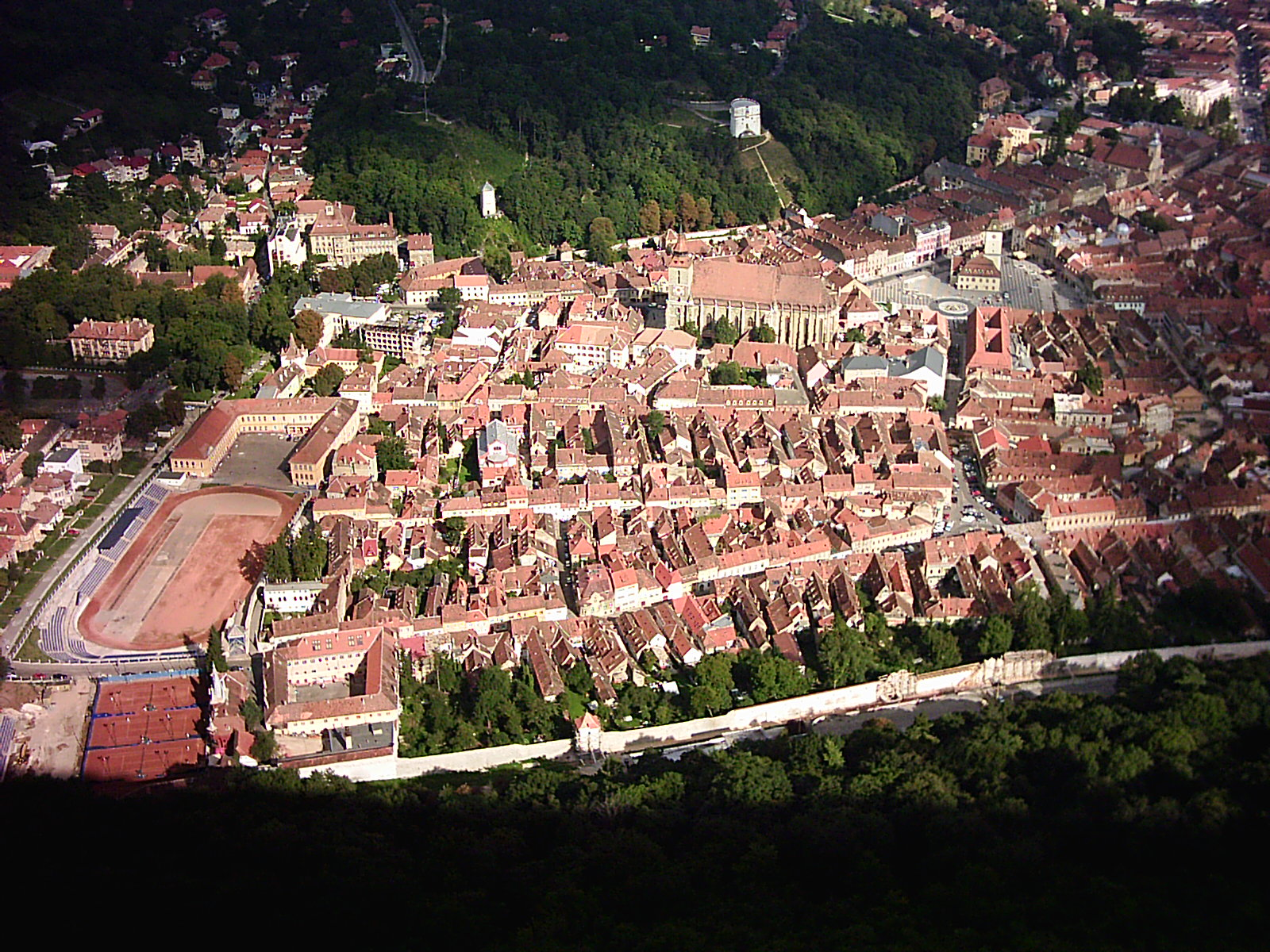
Brașov, con la Iglesia Negra y el antiguo ayuntamiento.

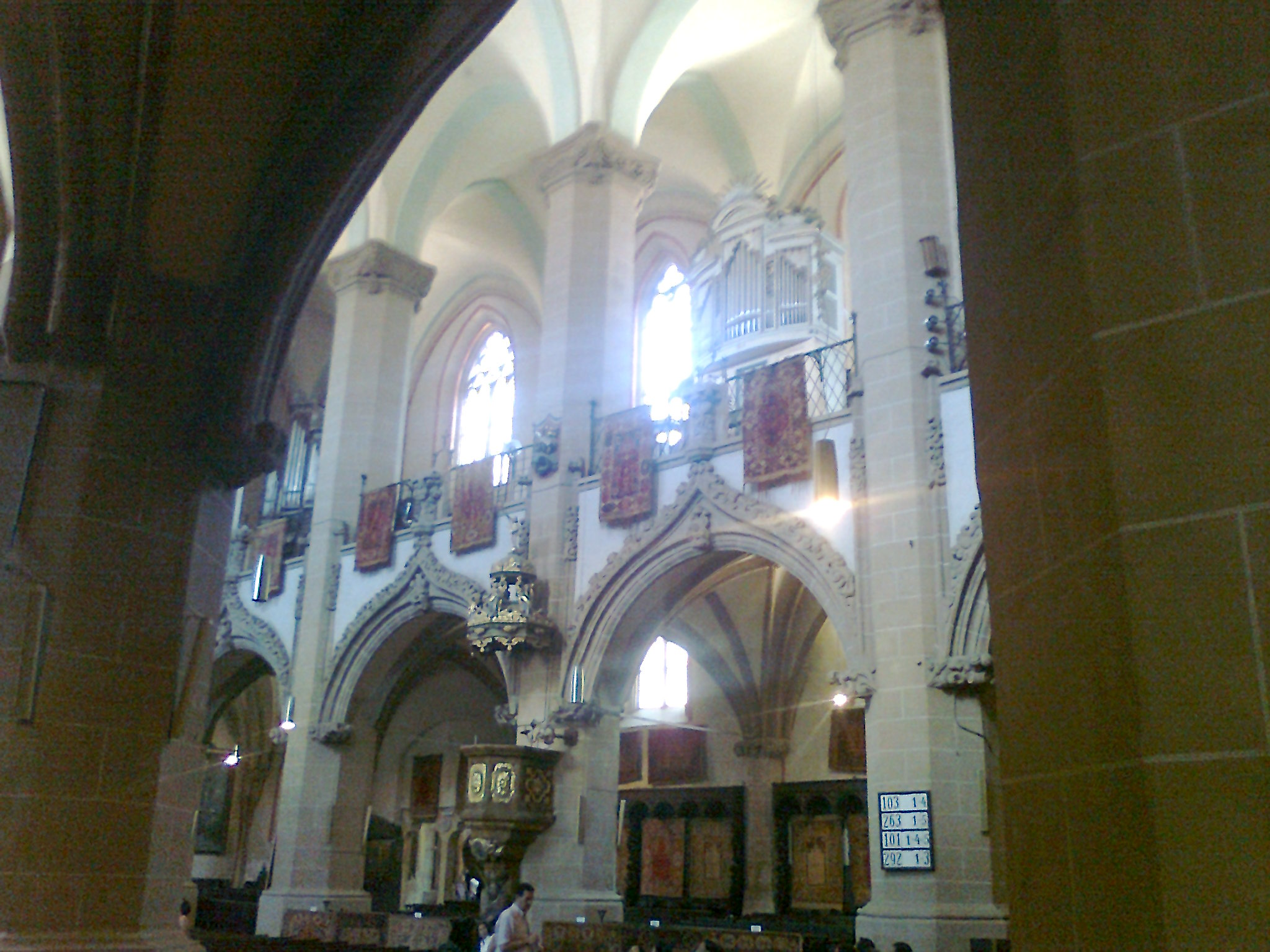
Nave de la Iglesia Negra, Brașov.

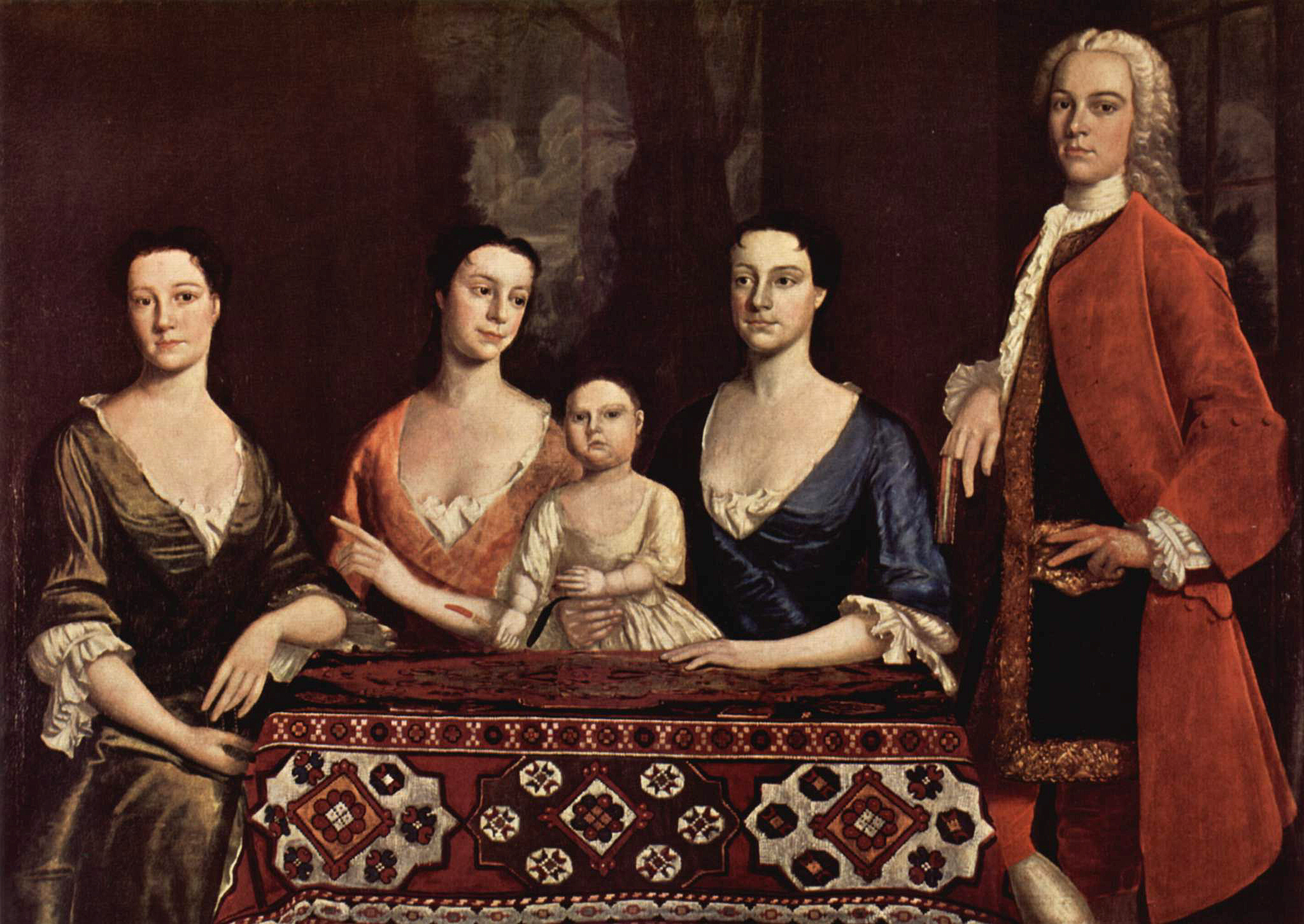
Robert Feke, Isaac Royall y familia (Boston, 1741).

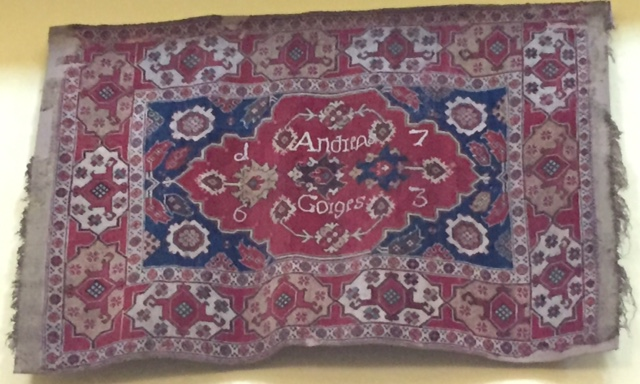
Alfombra de nudo doble con inscripción bordada.

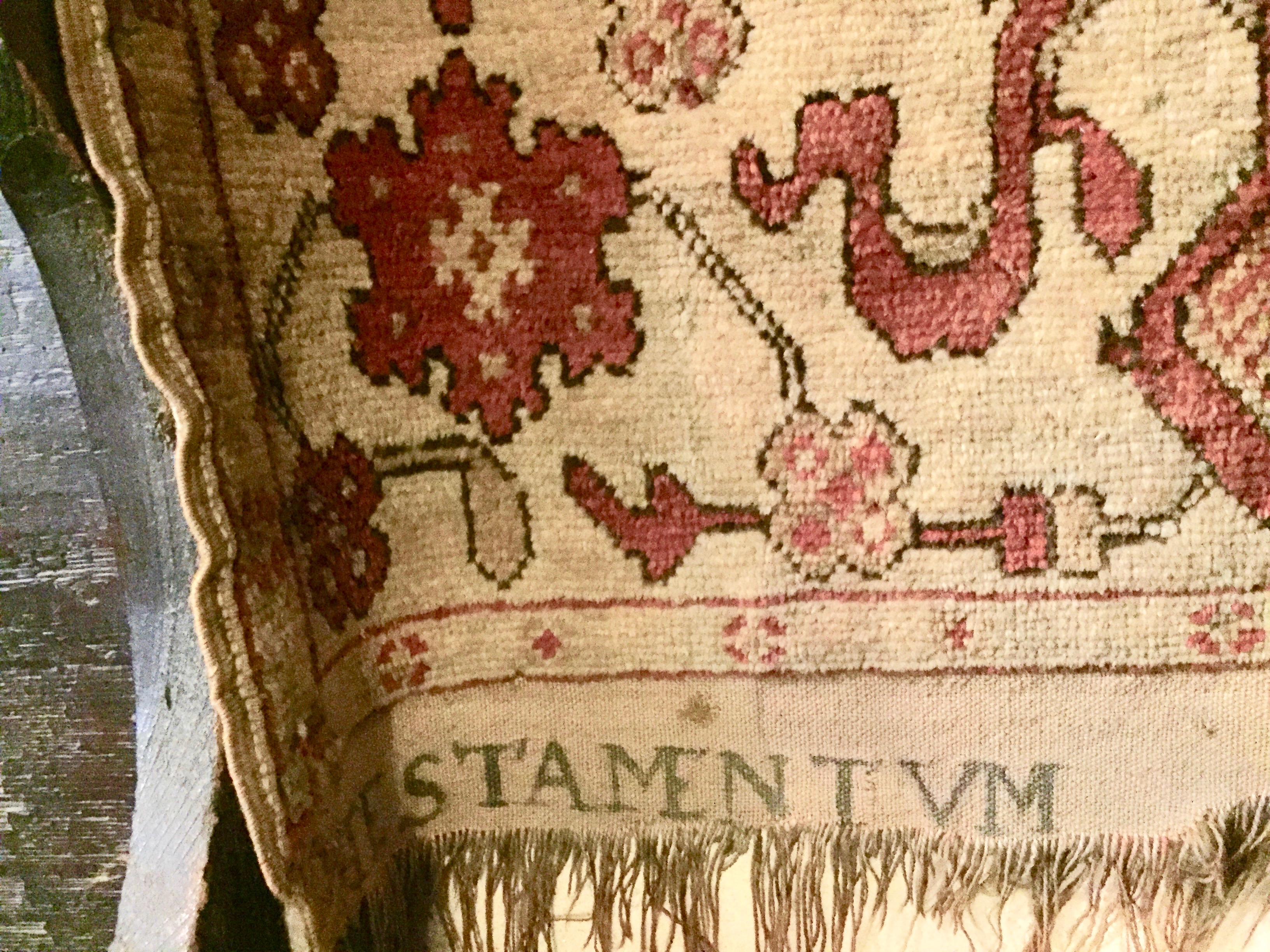
Inscripción en una alfombra de la iglesia del Monasterio de Sighișoara.

A pesar de las rivalidades políticas, las relaciones comerciales se intensificaron entre el Imperio Otomano, el este de Europa Central y el sur de Alemania de 1400 en adelante. A mediados del siglo XIV, los reyes húngaros Luis I y Segismundo habían acordado tratados comerciales con la república de Génova. Así obtuvieron acceso directo al puesto comercial genovés de Pera. A través la ruta comercial por el mar Negro hasta los puertos del Danubio, las mercancías del Levante llegaban a sus destinos europeos más rápido y más barato en comparación con las rutas comerciales del Mediterráneo dominadas por la república de Venecia. Aparte de los aspectos políticos, la lucha por el poder entre las monarquías húngara y otomana en Valaquia y el sur de Bulgaria también tenía motivaciones económicas. La conquista otomana de 1393 proporcionó acceso directo a los comerciantes otomanos al mercado del sur de Europa. Cuando se acordó la paz en 1429, el voivoda válaco Dan II inmediatamente pidió a los comerciantes de Braşov que reanudaran sus actividades. Desde mediados del siglo XV en adelante, el número de comerciantes otomanos, llamados saracenos (sarracenos) en los documentos de Braşov, aumentó constantemente.
La mercancía se transportaba a través de la denominada ruta Bursa-Braşov, primero en barco a través del mar Negro y por el Danubio hasta los puertos de Brăila (mencionado por primera vez en un privilegio comercial de 1368 concedido a los comerciantes de Braşov). ,Silistra, Rusçuk, Nikopolis, Vidin (ciudad en la que Iván Esratsimir había concedido privilegios comerciales a Braşov) o Smederevo. Los comerciantes de Valaquia o Transilvania luego transportaban sus mercancías a través de los Cárpatos hasta Braşov y  Hungría. Durante el siglo XV, Braşov se convirtió en un importante punto de transferencia del comercio oriental. A finales del siglo XV, los registros aduaneros de Braşov solían documentar el valor de la mercancía no solo en florines venecianos, sino también en akçe otomanos, lo que subraya la importancia del comercio a distancia con el Imperio Otomano para la economía de Transilvania. Asimismo, los productos importados del imperio otomano, como la pimienta o la seda, se registran por su peso otomano. En el siglo XVI, las dos principales rutas comerciales orientales se conectaban en Transilvania, la que abastecía a Viena y Cracovia desde Venecia, y la ruta terrestre a través de los Balcanes.
| Año     | total    | Mercancías exportadas y tránsitadas | Mercancía oriental en tránsito |
| ------- | -------- | ----------------------------------- | ------------------------------ |
| 1484–85 | 65.000   | –                                   | –                              |
| 1503    | 167.000  | 60.000                              | 85.000                         |
| 1515    | 100.0000 | –                                   | –                              |
| 1542    | 80.000   | 23.000                              | 41.000                         |
| 1550    | 70.000   | 19.000                              | 20.000                         |
| 1554    | 82.000   | 23.000                              | 32.000                         |
| 1600    | 60.000   | –                                   | –                              |

Las alfombras tejidas de Asia menor eran conocidas en Europa occidental desde el Renacimiento. Fueron representadas por pintores europeos desde el siglo XIV en adelante. El comercio organizado entre la región rumana y el imperio Otomano comenzó con el decreto del sultán Mehmed II de 1456, que otorgaba a los comerciantes de Moldavia el derecho a viajar a Estambul para comerciar. Un registro de aduanas otomano de Caffa de entre 1487 y 1491 documenta las alfombras de la ciudad de Uşak como mercancías comerciales. Un registro de precios (narh defter) de 1640 enumera diez tipos diferentes de alfombras de Uşak y Selendi. Una alfombra con un borde de cartucho típico de Transilvania aparece en la pintura de Robert Fekes Isaac Royall y familia (Boston, 1741) demuestra que al menos una alfombra de Anatolia de diseño "transilvano" llegó a América del Norte a mediados del siglo XVIII.
El primer documento conocido de Brașov relacionado con el comercio de alfombras se escribió entre 1462 y 1464. Se conservan recuentos vigesimales de varias ciudades que evidencian la gran cantidad de alfombras transportadas a través de Transilvania. El alcance de este comercio puede juzgarse a partir del registro vigesimal (aduanero) de Braşov de 1503, que registró la declaración de más de quinientas alfombras en un solo año. Sin embargo, Pakucs-Willcocks sostiene que en 1503 el volumen comercial puede haber sido excepcionalmente grande porque la ruta comercial habitual a través de Venecia se cortó temporalmente durante la guerra turco-veneciana de 1499-1503.

### Rol de las alfombras islámicas en la cultura sajona
El papel de las alfombras de Anatolia como bienes comerciales de alto valor y prestigiosos coleccionables está documentado en las acreditaciones de comerciantes, registros vigesimales, anales municipales y eclesiásticos, así como contratos y testamentos individuales, archivados en las ciudades de Transilvania. Los municipios y otras instituciones de las ciudades sajonas, personajes de la nobleza o  así como ciudadanos influyentes públicamente, eran propietarios de alfombras otomanas. Las ciudades adquirían alfombras, ya fuera como pago de derechos de aduana, o las compraban. Con frecuencia se ofrecían alfombras a las personas públicas como un regalo de honor. Se ha estimado que de 1500 a 1700 más de mil alfombras se utilizaron como obsequio solo en el municipio de Brașov Las alfombras se usaban para marcar el lugar de personas individuales, o miembros de un gremio, en la iglesia. También hay evidencia de colecciones propiedad de particulares. Los contratos especifican que las alfombras se colgaron en las paredes de las casas particulares para decorarlas. Asimismo, las alfombras se utilizaron para confirmar el estatus social del propietario, pero los informes también confirman que las alfombras se percibían como objetos de belleza y arte. Los sajones de Transilvania se refirieron a ellos como Kirchenteppiche ("alfombras de iglesia").
El hecho de que el grupo de alfombras de nudo simple de Transilvania represente el patrón clásico de las alfombras de oración islámicas ha sido objeto de discusiones y especulaciones científicas. En algunas de las alfombras, las inscripciones religiosas islámicas en caligrafía árabe están tejidas, lo que evoca claramente un contexto religioso. Un edicto emitido por el sultán Ahmed I a la ciudad de Kütahya en 1610 demuestra que los otomanos estaban al tanto de este problema. Refiriéndose a una fatwa del Şeyhülislam, el sultán prohibió la venta de alfombras "con representaciones de mihrab, kaaba o sombrero (caligrafía)" a los no musulmanes. En contraste, el término "alfombra de oración" o cualquier relación con el significado religioso de estos bienes nunca se encontró en las fuentes de Transilvania. Sólo su valor material como un bien de lujo, y su diseño puramente ornamental y no figurativo parece haber hecho que estas alfombras aparecieran como adornos apropiados de las iglesias protestantes. Un informe sobre el gran incendio que destruyó la Iglesia Negra de Brașov en 1689 menciona la pérdida de una gran alfombra que "según la leyenda fue tejida por San Pablo el Apóstol (que era tejedor de alfombras de profesión)". Parece probable que los propietarios cristianos de las alfombras no entendieran el contexto islámico original, pero crearon un nuevo contexto legendario alrededor de estos objetos.
En 2019, los historiadores A. y F. Ziegler de Brașov demostraron que, en contraste con opiniones anteriores, las alfombras otomanas no estaban en exhibición permanente en la Iglesia Negra. Hasta entonces, se asumía que su diseño ornamental, no figurativo, permitía que las alfombras islámicas llenaran el horror vacui, supuestamente creado por la furia iconoclasta del siglo XVI. Hasta el siglo XIX, las parroquias sajonas siguieron la teología moderada de Martín Lutero, que no fomentaba la iconoclasia radical en los espacios sagrados. Por lo tanto, las Kirchenteppiche permanecieron almacenadas y se exhibieron solo en ocasiones especiales, como en el servicio dominical. En esas ocasiones, una alfombra podía adornar el púlpito, acentuando así un enfoque del servicio dominical luterano. Del mismo modo, los testamentos contemporáneos, así como las inscripciones en las alfombras, confirman que era costumbre que los gremios adquirieran colectivamente sus propias alfombras. Los domingos y festivos religiosos, las alfombras se exhibían en el banco o bancas del gremio respectivo. Por lo tanto, las alfombras sirvieron como un medio para afirmar la riqueza y el estatus de sus propietarios. Una multitud de fuentes contemporáneas dan testimonio del uso de alfombras como fondos decorativos de importantes eventos sociales como bautizos, matrimonios o funerales. En la Iglesia Negra, un funcionario especial, el Warner, debía asegurarse de que la decoración fuera exactamente la que se consideraba apropiada considerando el estatus social de los participantes.

### Redescubrimiento
A finales del siglo XIX, el coleccionismo de alfombras antiguas se había puesto de moda tanto en Europa occidental como en América del Norte. Los museos y los coleccionistas individuales tenían como objetivo ampliar sus colecciones. Las exposiciones de Viena (1891), Londres (1892), Chicago (1893) y Detroit (1921) aumentaron la conciencia del valor artístico y material de las alfombras orientales. Comerciantes y coleccionistas de alfombras llegaron a Transilvania en busca de alfombras antiguas. Según los documentos contemporáneos, esto primero renovó el interés local por estos objetos, que a veces habían permanecido en las iglesias, pero que a menudo también se descuidaban y almacenaban en otros lugares. Siguiendo el consejo de Alois Riegl, Ernst Kühlbrandt estableció un primer inventario de las alfombras existentes, las limpió y volvió a exhibir. El término "alfombra de Transilvania" (Siebenbürger Teppiche) fue utilizado por primera vez por Neugebauer y Orendi en la edición de 1906 de su manual sobre alfombras orientales. Era un término de conveniencia, ya que en ese momento, aún no estaba del todo claro que las alfombras se habían producido en Anatolia, y se discutió una producción local. La exposición de alfombras de Budapest de 1914 incluía un total de 354 alfombras turcas antiguas, de las cuales 228 procedían de Transilvania En 1925, Végh y Layer publicaron un álbum en París titulado Tapis turcs provenants des églises et collections de Transylvanie.
Durante estos años, algunas parroquias que necesitaban recursos económicos vendieron sus alfombras, o simplemente fueron robadas de las iglesias. Los comerciantes de alfombras como Theodor Tuduc no solo comerciaban con alfombras auténticas, sino que en su taller también producía falsificaciones. Las falsificaciones, que hoy en día se han convertido en objetos de colección de interés histórico por derecho propio, fueron elaboradas magistralmente, usando líneas de sección, colores y desgastádolas artificialmente. Sus falsificaciones han engañado a curadores de museos de todo el mundo.
Durante décadas, la principal fuente de información sobre las alfombras de Transilvania fue el estudio de Emil Schmutzler Altorientalische Teppiche in Siebenbürgen ("Antiguas alfombras orientales en Transilvania"), publicado en Leipzig en 1933. Más recientemente, las alfombras de Transilvania se documentaron en detalle en una serie de libros de Stefano Ionescu.
Tras la Gran Unión Rumana del 1 de diciembre de 1918, aumentó la conciencia de su propia herencia cultural entre los sajones de Transilvania, que se esforzaron por conservar su identidad étnica a la luz de las intenciones panrumanas. Cuando la población sajona fue evacuada de partes de Transilvania al final de la Segunda Guerra Mundial, los feligreses de Bistrița (Bristritz se llevaron sus Kirchenteppiche con ellos.
Algunas de las alfombras que fueron documentadas por Emil Schmutzler en 1933 se han perdido desde entonces. Otros ejemplares se han vuelto demasiado frágiles con el tiempo debido a la exposición a la luz del día y al aire, lo que exige su retirada de las iglesias y su almacenamiento en un entorno mejor protegido. Por lo tanto, Ionescu ha iniciado un proyecto que tiene como objetivo reproducir alfombras de Transilvania de particular valor histórico o artístico, utilizando materiales tradicionales, tintes y técnicas de tejido para obtener una réplica. El proyecto cuenta con el apoyo de artistas de Transilvania que han recreado diseños nudo por nudo basados en fotografías detalladas, así como de investigadores y maestros artesanos turcos. Por ejemplo, se produjo una réplica de una alfombra de animales de Anatolia del siglo XVII con dos grandes medallones octogonales y animales enfrentados inscritos. Primero, se creó un esbozo detallado basada en la única fotografía conocida de gran formato, es decir, la placa 9 del libro de Schmutzler de 1933. Se recrearon las partes faltantes de la alfombra. La lana de oveja de Anatolia fue cardada a mano, hilada a mano y teñida con tintes naturales. Luego, la alfombra fue tejida por un tejedor experto. Una vez terminada la alfombra, se finalizó para que coincidiera con el original del siglo XVII. La réplica fue finalmente donada a la iglesia de Santa Margarita de Mediaș en 2011. Desde entonces, se han producido varias otras réplicas en un esfuerzo continuo.

## Colecciones
Las alfombras de Anatolia del tipo transilvano también se conservaron en otras iglesias europeas en Hungría, Polonia, Italia y Alemania, a las cuales se vendieron, y llegaron a museos y colecciones privadas europeos y estadounidenses. En Transilvania, la Iglesia Negra de Brașov, la iglesia de Santa Margarita de Mediaș, y las iglesias de Sighișoara y Rupea exhiben la colección más grande de alfombras de Transilvania en su entorno original. La colección de la parroquia de Bistrița fue transferida a Alemania por los sajones de Transilvania que abandonaron sus hogares al final de la Segunda Guerra Mundial, y se conserva en los depósitos del Museo Nacional Germano en Núremberg, Alemania. Aparte de las iglesias de Transilvania, el museo nacional Brukenthal de Sibiu, el Museo de Bellas Artes (Budapest), el Museo Metropolitano de Arte y el castillo de Skokloster de Estocolmo, Suecia, mantienen importantes colecciones de alfombras de Transilvania.

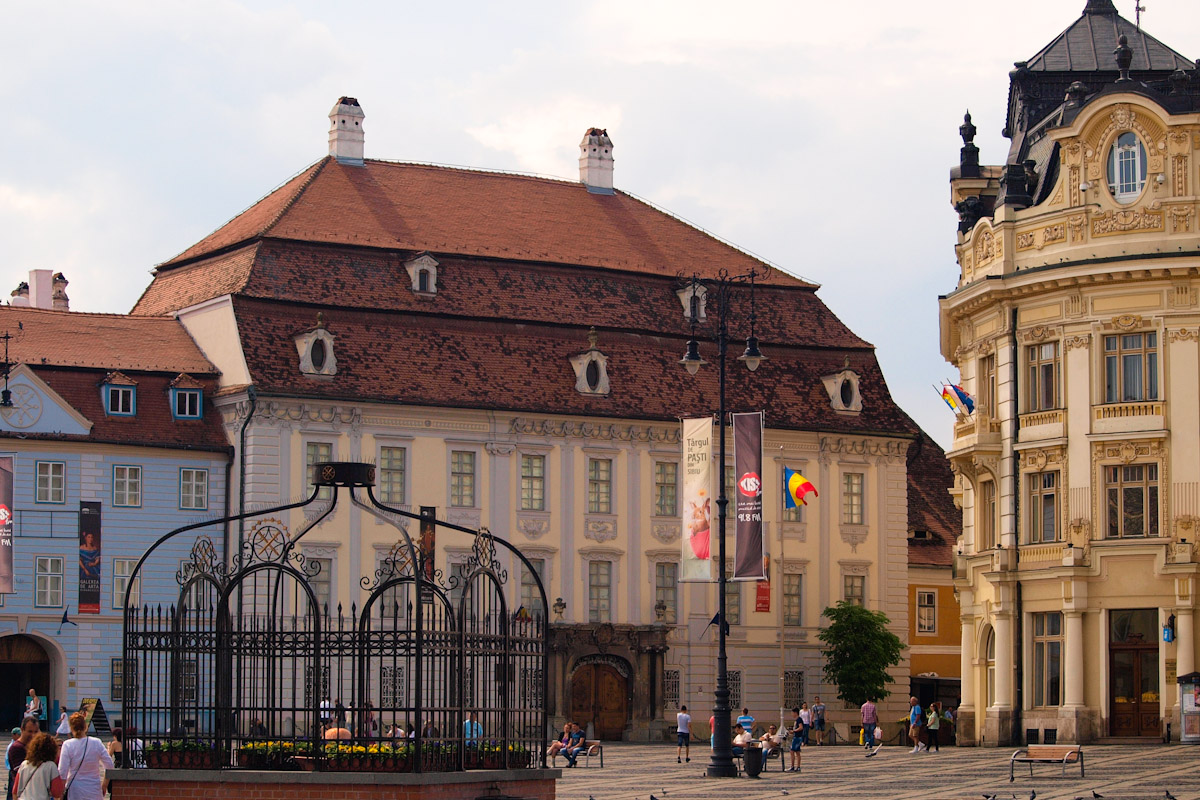
Museo Nacional Brukenthal de Sibiu.
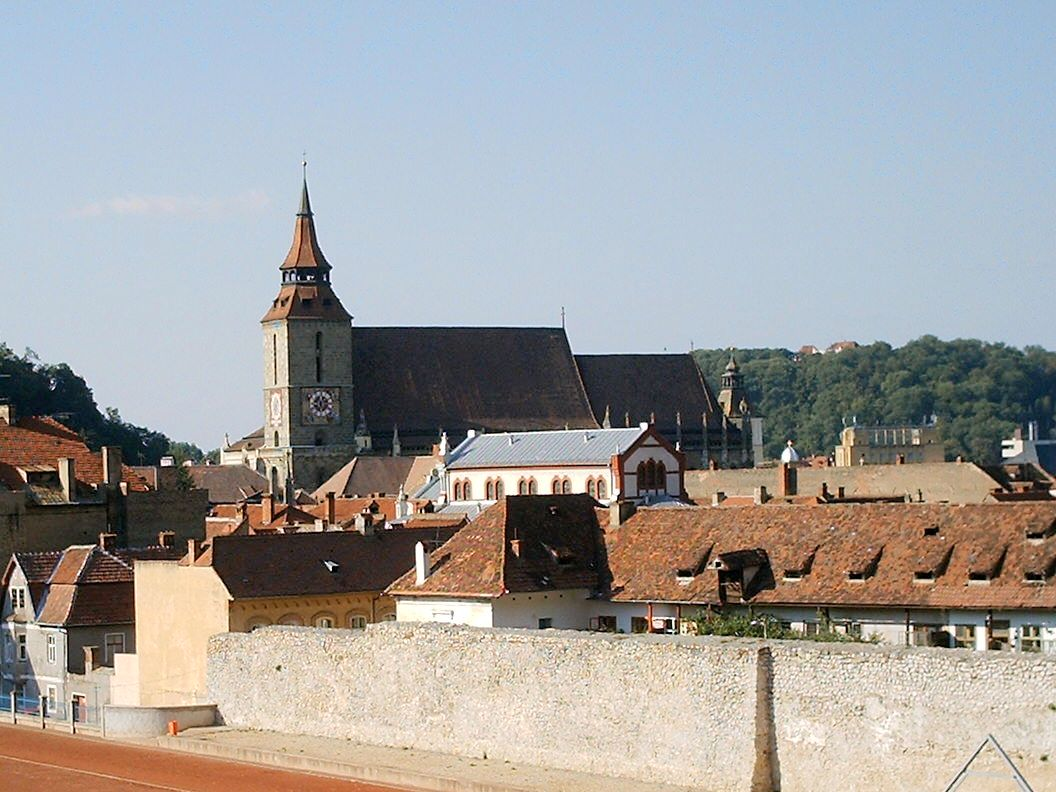
Iglesia Negra de Brașov.
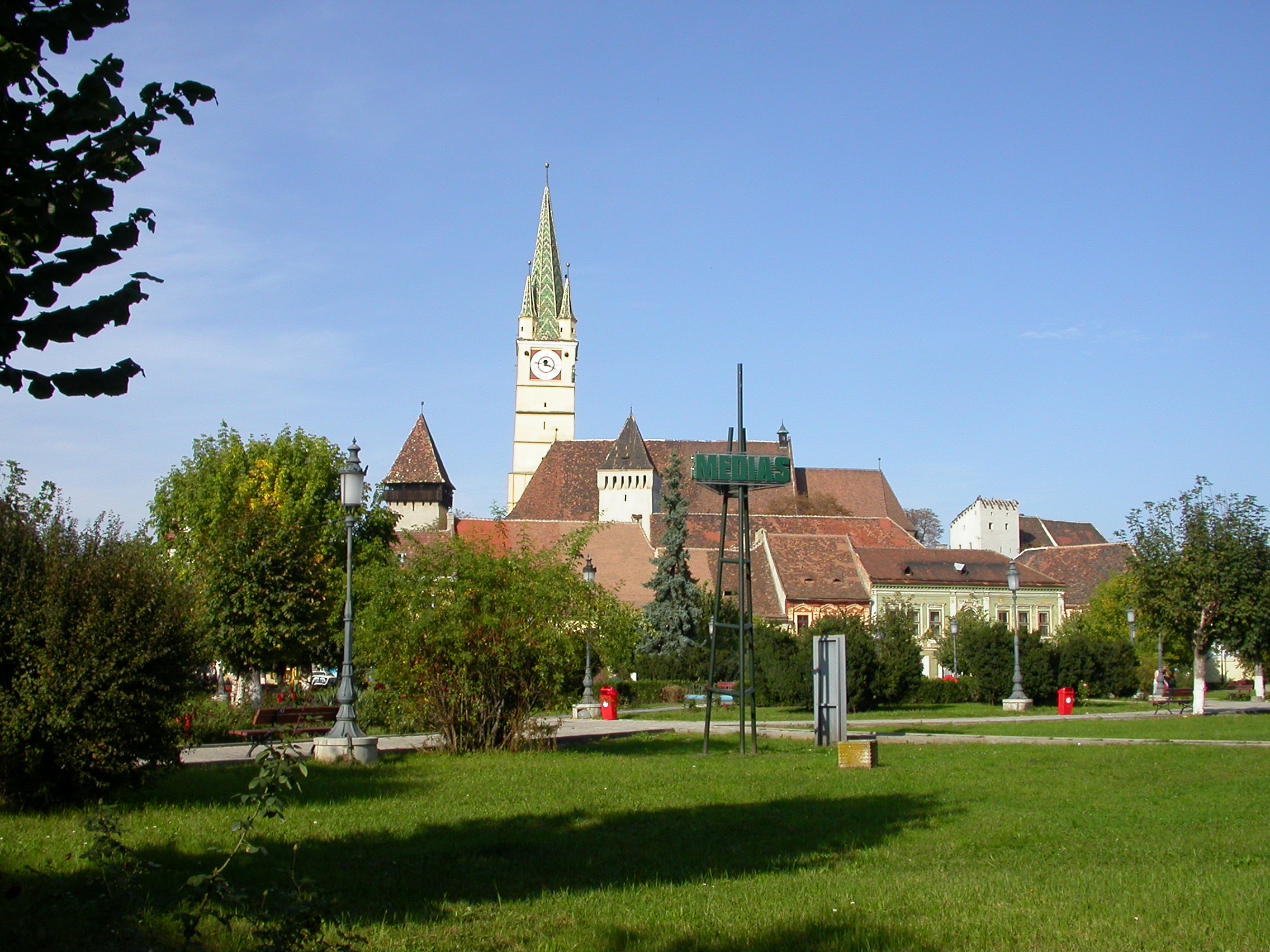
Iglesia de santa Margarita de Mediaș.